# 日馬富士公平
日馬富士 公平（はるまふじ こうへい、1984年4月14日 - ）は、モンゴル国ゴビアルタイ出身で伊勢ヶ濱部屋（入門時は安治川部屋）に所属した元大相撲力士、第70代横綱（2012年11月場所 - 2017年11月場所）。本名はダワーニャム・ビャンバドルジ（モンゴル語キリル文字表記：Даваанямын Бямбадорж、ラテン文字転写：Davaanyamyn Byambadorj ）、愛称はアマ。引退後は、「（元・横綱日馬富士の）ダワーニャム・ビャンバドルジ氏」と呼称されることも多い。
2008年11月場所までの四股名は安馬 公平（あま こうへい）。「公平」の名は、自身が「日本の父」と慕う後援会長の小巻公平にちなんだ。
実際に生まれ育ったところはウランバートル市内であるが、取組前の場内アナウンスでは実父レグジーブーギーン・ダワーニャムの出身地であるゴビ・アルタイ県を自身の出身地としていた。身長186cm、体重137kg、血液型はO型。得意手は右四つ、寄り。
インタビューの際の口癖は「お客さんを喜ばせる激しい相撲をとりたい」。好きな言葉は「全身全霊」「なんでやねん」。2017年11月場所後引退。締め込みの色は、引退時で黒。

## 素質・取り口
右四つの相撲と立ち会いのスピードを生かした突き押しの両方をこなすことができる万能型。
幕内では一二を争う軽量の力士であったにもかかわらず、最高位の横綱に登り詰めた。尊敬している力士は、同じく軽量だった元大関・初代貴ノ花。稽古熱心な力士として知られており、ビデオで初代貴ノ花の相撲を研究していた。2012年7月場所、綱取りの時期からは元横綱・千代の富士の相撲を参考にしていることをしばしば語る。
非常に強気な面が目立つ力士であり、物怖じしない言動が随所に見られた。既に三役に定着していた2007年（平成19年）9月場所では、新入幕にして優勝争いを展開する新鋭の豪栄道の挑戦を送り吊り落としの大技で退け「三役をなめられては困る」と三役常連としてのプライドを示した。同年11月場所にも「全部勝ちたい。負ける相手はいないと思っている」と強気一辺倒の姿勢で臨み、見事2場所連続の二桁勝利を挙げて大関取りの足固めをした。2008年1月場所前の横審の稽古総見でも復帰した朝青龍と白鵬の両横綱の申し合いにただ1人割って入り、朝青龍にぶつかっていく向こう意気の強さを見せるなどした。このような前向きな姿勢と場所ごとに力強さを増す取り口などから、強力な大関候補として期待されていた。
日馬富士のかつてのブログのタイトルにもあったように「真っ向勝負」を身上としていた。体の重心が低い所にある上に、足腰が非常に強く、変化を喰いにくく、土俵際での粘りもある。立合いが鋭く相手に突き刺さるようであると形容されており、朝日山（元関脇・琴錦）からも絶賛されている。現代の力士の中では相対的に軽量であるにもかかわらず、突き押し相撲は出足が鋭く腕がよく伸び、相手を真っ直ぐに土俵外に出すことができるほどの力があった。廻しをとっての投げも、白鵬を下すほどの鋭さを誇っていた。また、肩が非常に柔らかく、他の力士では考えられない位置から廻しを取ることができた。対白鵬戦では特にこの特徴が発揮され、上手を与えず攻め続けることもあった。調子の悪い場所では低い立ち合いは行わず立ち腰で上手を取りに行き投げから攻めていた。
大関や横綱に昇進した頃の日馬富士は、右からの突き放しが強烈で、立ち会いから突き放しで相手を圧倒しての二の矢のスピードが持ち味であった。2017年の時点では右ひじの怪我から突っ張りが思うようにできないものの、立合いの鋭さでそれをカバーしていた。同時点では、突っ張れない時は前まわしを取って対処していた。
大関昇進前は真っ向勝負のイメージを逆手に取り、立合いの変化を使う事も多かった。2005年（平成17年）11月場所9日目の琴欧州（当時）戦では負けたものの、「変化はしたくなかった。これからも対戦する相手だから」と語るなど真っ向勝負をにおわせる発言をしていた。相手が変化を警戒しないので非常に決まりやすいため、実際には多くの取り組みで変化を用いていた。また2008年9月場所は12勝を挙げたが、勝ちにいく相撲を取っていたために変化が目立っており、客席からも冷ややかな声があったと夕刊フジの取材に答えている。ところが、大関獲りとなった翌11月場所では、変化を用いることなく13勝し、大関昇進を果たしている。しかしながら、2009年5月場所では11日目の稀勢の里戦で立合い変化しとったりで勝利を収めるなど、大関となった後も完全に変化を捨てたわけではなかった。この取組では、全勝と1敗の対戦で熱戦が期待されていただけに、館内は落胆の声に包まれた。しかし、横綱に昇進してからは変化らしい変化は陰を潜めた。
三役定着の頃から上位陣には闘志をむき出しにして強さを発揮するものの、時に同等以下の力士にあっさり取りこぼしてしまうことがあり、大関、横綱になった後もなお完全には改善されなかった。
日馬富士はその軽量や注文相撲、何より外国人力士という境遇（朝青龍が暴行事件で引退に追い込まれたこともあり、当時は外国人力士の昇進に関して平素以上に慎重な空気があった）、さらにしばしば上位を苦しめる安美錦と同じ部屋であるために綱取りに際しては厳しい意見が飛び交い、横綱審議委員会の内館牧子に至っては2009年（平成21年）7月場所前に「2場所連続で優勝すれば横綱昇進というのであれば横審はいらない」と発言し、日馬富士の綱取りには極めて高レベルな成績が要求された。こうした横審の逆風に遭う中、2012年（平成24年）9月場所にて2場所連続全勝優勝を決め、見事横綱昇進を果たした。2場所連続全勝優勝での横綱昇進は、1994年11月の貴乃花以来実に18年ぶりのことである。
横綱昇進以後も持ち前の集中力と鋭い立合いや素早い攻めで白鵬に次ぐ存在として角界を引っ張っていた。
しかし下位の力士に取りこぼす癖は改善されておらず、金星を配給してしまう事も多かった。
特に3日目は日馬富士にとって「鬼門」と言われており、特に平成28年春場所から平成29年の春場所に至るまで、実に7場所中6場所で3日目に黒星を喫している。平成29年の夏場所では勝利している。
逆に場所が進むにつれて調子を上げていく傾向があり、平成28年名古屋場所のように序盤、中盤に平幕相手に星を落としていながら、優勝争いを展開する相手を直接対決で自ら引きずり下ろし、優勝をさらうこともあった。調子の波が激しい部分があり、良いときは横綱に昇進した場所のように全勝して相手を圧倒していくが、調子が悪い場所では序盤で大きく星を落としてしまうことも散見された。
優勝回数9回、うち全勝優勝3回は歴代横綱と比較しても上位の記録だが、全6場所のうち、春場所だけ優勝経験がない（ただし序ノ口、三段目で優勝したのは3月場所である。）。年間最多勝も一度も獲得できなかった（2位は4度ある）。

## 来歴

### 生い立ち
警察官であり、ブフ（モンゴル相撲）の国家ザーン（大相撲での関脇に相当）だった父親の元で、3人兄弟の末っ子として育つ。幼少期から兄と相撲を取ることが遊びで、兄に負けても悔しがる負けん気の強い子供であった。ウランバートルの柔道クラブにも通っており、後の朝青龍や朝赤龍、時天空らと稽古した。
一方、現在も趣味の絵画ではこの頃、机に座って何時間も黙って描き続けていた、という集中力のある一面もあり、小学校時代には絵のコンクールで入賞した経験もある。15歳の時には早くも個展を開いた。
旭鷲山の活躍をテレビで見て、2000年7月に、旭鷲山の部屋の先輩にあたる安治川親方がモンゴルで開いた相撲大会に出場。全体で100人近くいた日本の大相撲志願者の中で、彼に成長欲を感じた親方がスカウト。父親が「うちの子は泣いても帰らないから大丈夫です」と親方に言い、これを聴いた親方が即決した。

### 入門
2001年（平成13年）1月に「安馬」（あま）の四股名で初土俵を踏み、翌3月場所（平成13年春場所）で早くも序ノ口優勝（西29枚目・7勝0敗）を果たした。その平成13年春場所では10日目（2001年3月20日）に行われた序ノ口の取組で松ヶ根部屋の序ノ口・三池山（引退後の2004年に大牟田4人殺害事件で逮捕・起訴され死刑が確定、福岡拘置所に収監中）と対戦して上手出し投げで勝利している。
2002年3月場所には三段目優勝（西14枚目・7勝0敗）を果たした。2004年3月場所には前相撲から20場所で新十両を決めた。同年の9月場所には11勝4敗で十両優勝を果たした。

### 入幕
翌11月場所は新入幕で、13日目に北勝力を破り見事に勝ち越した。2005年1月場所では、13日目に同じモンゴル出身の朝赤龍を破って勝ち越しを決めていたものの、翌14日目に前半戦の取組で痛めた尾てい骨部分の「臀部膿瘍」（でんぶのうよう）との診断を受け、入門以来初めて休場届を出した。翌3月場所、成績は9勝6敗と2桁勝利には及ばなかったものの、相撲内容を高く評価されて技能賞を初めて受賞した。7月場所では6勝9敗と幕内で初の負け越しとなる。9月場所は3日目の朝青龍の横綱土俵入りで、初めて露払いを務めている（この日、露払いの北勝力と太刀持ちの高見盛の対戦が組まれたため。）。
2006年1月場所13日目、前場所の初対戦で送り吊り出しを喰らった相手である朝青龍を上手投げに破り、初めての金星を得た。この金星は、朝青龍にとって幕内戦績100敗目だった。翌3月場所は東前頭2枚目に上がって魁皇と琴欧州の2大関をそれぞれ引っ掛けと足取りで下して8勝7敗と勝ち越し、2度目の技能賞を受賞した。翌5月場所は新小結の座を射止めたが、4勝11敗の大敗に終わった。2006年9月には平幕中位ながら11勝4敗の成績を挙げる優勝次点の好成績で、初めての（そして唯一の）敢闘賞を受けた。
2007年1月場所、14日目に朝青龍を星1つの差で追っていた豊ノ島を小褄取りの決まり手で破る「援護射撃」を果たし、朝青龍の20回目の優勝に貢献した。取組後支度部屋に戻り朝青龍に最敬礼。部屋・一門を超えたモンゴル人同士の繋がりの深さを見せた。自身も千秋楽に稀勢の里を破って10勝5敗と二桁勝利を挙げた。翌3月場所に小結復帰を果たし、初日にそれまで4度の対戦で一度も勝てていなかった千代大海を初めて破るなどの活躍で、8勝7敗と三役で初めて勝ち越した。この場所新関脇の琴奨菊が7勝8敗で負け越し関脇のポストが空いたため、翌5月場所は新関脇となった。

### 関脇時代
この場所千秋楽に、12勝を挙げていた朝赤龍を破り8勝7敗と勝ち越しを決めた。これ以降三役に定着することになる。7月場所は7勝8敗と一点の負け越しで小結に下がる。
翌9月場所は、初日に横綱・白鵬との8度目の対戦で首投げにより初めて白鵬を破った上に、12日目には新入幕で優勝争いの単独トップに立っていた豪栄道を送り吊り落としで破った（前述）。自らも13日目終了時点で白鵬と1差につけるがその後連敗し10勝5敗に終わった。しかし横綱を破った相撲等が評価されて、初めての殊勲賞を受賞した。ただ、兄弟子の安美錦と同郷の朝赤龍の両関脇が勝ち越したため、関脇復帰は成らなかった。
翌11月場所は、8日目に横綱・白鵬を下手投げで連勝し、2度目の殊勲賞を受賞した。ただ、14日目に白鵬を星1つの差で追っていた把瑠都を破って、結果的に白鵬の優勝を援護している。この場所も10勝5敗であり、連続の10勝でいよいよ大関獲りの機運が高まった。

### 大関獲り
初めての大関獲りの場所となった2008年1月場所、10日目に横綱白鵬を上手投げで破り対白鵬3連勝を果たす(三役・平幕が横綱に3連勝は2002年～2003年の貴ノ浪以来、三役・平幕が横綱に3場所連続勝利は2000年の魁皇以来)も、初日にベテラン栃乃洋の突き落としに屈するなど、この時点で既に6勝4敗であった。翌11日目、時天空に敗れて5敗目を喫してからは、12日目の稀勢の里戦、13日目の雅山戦と2日続けて立合いの変化で勝ち、2桁勝利に望みをつないだものの、14日目の朝赤龍戦では逆に立合い変化からの足取りで敗れ6敗目を喫した。9勝6敗に終わり大関獲りは振り出しに戻ってしまったが、この場所で唯一白鵬を破ったことが評価され「千秋楽の結果に関係なく白鵬が優勝すれば受賞」という他力条件を満たす形で3場所連続で殊勲賞を獲得した。
翌3月場所は、11日目に7敗目を喫し後がなくなったものの、その後4連勝し8勝7敗として関脇の座を維持した。次の5月場所には10日目に4たび白鵬を破ったほか千代大海と琴光喜の2大関を下し、9勝6敗と2桁勝利とはならなかったものの相撲内容が評価されて3度目の技能賞を獲得した（殊勲賞はこの場所優勝の琴欧洲に唯一の土をつけた兄弟子の安美錦）。7月場所は、中日まで7勝1敗と優勝争いに絡むが9日目の若ノ鵬戦で不運な負けを喫し、その際に左膝を痛めた。結局10勝5敗に終わったが、2場所連続4度目の技能賞を受賞をした。翌9月場所では、2日目に鶴竜を前に苦杯をなめ、10日の白鵬戦は意地を見せ付けられるも、13日目まで2敗で優勝候補に名前が上がっていた。しかし14日目に豪栄道に敗れ3敗を喫した。その日のうちに白鵬が琴欧洲に勝って優勝をさらわれてしまった。それでも、12勝3敗の好成績を挙げたほか、途中休場した朝青龍から通算2勝目を挙げるなど白鵬以外の上位陣（1横綱4大関）を総なめしており、4度目の殊勲賞を受賞した。そして、再び大関獲りの好機を迎えることになった。
2008年11月場所の最大の焦点は当然安馬の大関昇進であった。ところが安馬は序盤では精彩を欠いた。3日目に稀勢の里に、4日目に豪栄道に敗れ2勝2敗となったので、一時は大関取りが危ぶまれた。しかし5日目からは立ち直り、途中休場した魁皇を除く大関を総なめにする活躍を見せ、12日目には横綱・白鵬に動きで勝り下手投げで下すなど11連勝。初日に安美錦に敗れた白鵬とは2敗で千秋楽まで並走し優勝争いを繰り広げた。最終的に13勝2敗の好成績を挙げ白鵬との優勝決定戦にもつれ込んだが、1分25秒の攻防の末に、頭を押さえつけながらの強引な上手投げで敗れて優勝は果たせなかった。両者ともに力を出し切った熱戦に、NHK大相撲中継の千秋楽の解説者だった北の富士も「安馬も強くなったなあ」と唸った。
11月26日、11月場所の相撲内容が高く評価され相撲協会の臨時理事会で満場一致で大関昇進が決定。昇進伝達式が行われ、その場で四股名を安馬から日馬富士と改めることが発表された。伝達式の際は「謹んでお受け致します。今後も『全身全霊』で相撲道に精進します。本日はありがとうございました」と口上を述べた。

### 大関時代

#### 2009年
新大関の2009年1月場所では初日から4連敗を喫し、昭和以降の新大関の昇進直後の場所での初日からの連敗記録を塗り替える。その後は3勝6敗と黒星が先行したあと、10日目に横綱白鵬を破って勢いづき5連勝して14日目にようやく勝ち越しにこぎつけた。千秋楽では把瑠都に敗れ、8勝7敗に終わった。3月場所も初日に苦手の琴奨菊に敗れ、大関昇進後2場所連続の黒星スタートとなった。2日目からは土俵際の逆転の連続で辛くも4連勝したが、中日までに琴奨菊、栃煌山、鶴竜と平幕力士ばかり3人に敗れて5勝3敗となり優勝争いから脱落してしまう。しかし、10日目に朝青龍を破り、13日目に勝ち越しを決めて10勝5敗で終え、大関になってからは初めての2桁勝利となった。5月場所では初日から12日目まで自身初の12連勝（前の3月場所からは15連勝）を達成するが、全勝対決となった13日目の横綱白鵬戦では、白鵬に裾払いを決められ初黒星を喫した。だがその後は、14日目に横綱朝青龍、千秋楽に大関琴欧洲を下し自身最高の14勝1敗を挙げ、琴欧洲に敗れて1敗となっていた白鵬との優勝決定戦にもつれ込んだ。その優勝決定戦では横綱白鵬を下手投げで破って本割の雪辱を果たし、初の幕内最高優勝を遂成。伊勢ヶ濱部屋としては約40年ぶりの優勝力士となった。
翌7月場所は綱獲りを賭けて臨む場所となった。しかし3日目に苦手の琴奨菊に圧倒され、5日目には阿覧の土俵際の叩きに屈して2敗となり、残り全てを勝って優勝しない限り綱取りは難しくなった。しかし9日目に地元場所で好調だった琴光喜に敗れ、13日目には朝青龍に幕内では34年ぶりとなる櫓投げを見舞われて4敗目を喫し、ここに綱取りは夢と消えた。さらにその後も優勝を争う白鵬と琴欧洲に連敗し、9勝6敗と二桁勝利すら果たせずに場所を終えた。その後も9月場所と11月場所は発熱や足の怪我の影響もあって共に9勝6敗となった。

#### 2010年
明けて2010年1月場所は、早々に3敗を喫したものの、12日目に白鵬を下す活躍も見せ13日目までは1敗で単独トップの朝青龍を星の差2つで追っていたが、14日目の朝青龍との直接対決で下手投げで敗北、朝青龍に優勝を献上する羽目になってしまった。結果10勝5敗に終わったが4場所ぶりの二桁勝利となった。続く3月場所は初日から7連勝したものの、8日目に苦手の琴奨菊に敗れてからは失速、2場所連続の10勝5敗だった。翌5月場所は直前に膝を痛めた影響もあってか初日・2日目と連敗スタート。その後7連勝して立ち直ったかに見えたが、10日目に初対戦の白馬に不覚を喫し、又終盤3連敗で結局9勝6敗に終わった。7月場所も膝の怪我が完治せず、序盤6日目までに4敗を喫する苦しい立ち上がりとなったがその後持ち直し、白鵬には敗れたものの、他の大関陣には勝ち（魁皇戦は不戦勝）、3月場所以来の二桁勝利となる10勝5敗で取り終えた。9月場所は中盤で崩れて優勝争いから後退し、8勝7敗に終わった。11月場所は場所前から体調が不十分であり、初日から自分の相撲が取れずに3連敗を喫して4日目から休場した。

#### 2011年
自身唯一の大関角番となった2011年1月場所は休場の原因となった怪我の治療のため、場所前の本格的な稽古が遅れることとなった。そのため、5日目から連敗を喫するなど精彩を欠いたが、13日目に魁皇を破り勝ち越し、角番を脱出した。最終的には14日目、千秋楽と連敗して8勝7敗に終わった。翌5月技量審査場所では中日までで4勝4敗と苦戦したが後半は6勝1敗と大きく勝ち越し10勝5敗と二桁勝利を挙げ、12日目は琴奨菊戦の連敗を6で止め、13日目は白鵬の連勝を止めるなど存在感を見せた。
7月場所では大関昇進当時を思わせるような立合いの鋭さと早い攻めの相撲が戻り、全勝で迎えた14日目に1敗の白鵬を破り、白鵬の8場所連続優勝を阻むと同時に自身2度目となる優勝を千秋楽を待たずして決めた。しかし翌日の千秋楽で稀勢の里に突き落としで敗れ、全勝優勝はならなかった。翌9月場所は2009年7月場所以来2年ぶり2度目の綱獲り挑戦だったが、場所前に臀部膿瘍の悪化により十分稽古を積めないまま場所入りとなる。初日の豊ノ島戦は物言いのつく際どい取組ながら、辛うじて掛け投げが決まっての白星発進だったが、2日目の隠岐の海戦では土俵際で突き落とされて初黒星。その後も4日目の豊真将戦、5日目豪風戦と不覚を取り早々3敗を喫し、優勝争いからも完全脱落して2度目の綱取りは消滅。12日目にようやく勝ち越しを決めたが終盤3連敗を喫して結局8勝7敗に終わった。翌11月場所も不調で7日目に3勝4敗と黒星が先行、13日目に勝ち越したが2場所連続の8勝7敗と振るわなかった。

#### 2012年
2012年1月場所は初日から5連勝と好スタートを切ったが、6日目に鶴竜、7日目に豪栄道と連敗。11日目には全勝だった把瑠都に敗れ3敗に後退。12日目には1敗の白鵬を3場所ぶりに送り出しで下したが、千秋楽に勝ち越しを賭けた琴奨菊に敗退して11勝4敗とまずまずの成績だった。同年3月場所は初日から4連勝と先場所に続いて好スタートを切ったが5日目に嘉風に敗れ、7日目に鶴竜に敗れ2敗に後退。12日目まで10勝2敗と優勝争いに加わっていたが、13日目に把瑠都に突き出されて3敗となり優勝争いから脱落、2場所連続の11勝4敗だった。5月場所は取りこぼしが多く（特に大関戦では把瑠都にしか勝てなかった）、千秋楽結びに白鵬に勝ってようやく8勝7敗と勝ち越しを決めた。7月場所は初日から14連勝で千秋楽を迎え、同じく14戦全勝の白鵬に勝ち、自身初の全勝優勝（幕内最高優勝は6場所ぶり3回目）を果たした。7月場所の千秋楽の取組では、白鵬が右差しを狙ったが日馬富士は左からおっつけて許さず、1度右から突き起こして左上手を取って頭をつけて右下手も取る。白鵬は左からおっつけて出ようとしたが。日馬富士は左上手投げからの寄りを決めた。9月場所は自身3度目の綱獲り挑戦となった。この場所も初日から14連勝と好調で、千秋楽に1敗で追っていた白鵬を熱戦の末、下手投げで破り、2場所連続で全勝優勝を果たした。大関での2場所連続全勝優勝は、双葉山・貴乃花以来史上3人目の快挙。また、千秋楽の勝利で連勝が31となった。
9月場所後の9月24日、横綱審議委員会に於いて出席委員の満場一致により横綱に推薦することを決定、事実上70人目の横綱誕生となった。翌25日、横綱土俵入りが師匠の伊勢ヶ濱親方（旭富士）と同じ不知火型と決定された。不知火型の横綱が複数人同時に在位するのは大相撲の歴史上初めてとなる。尚大関在位数は22場所を数えたが、これは琴櫻・武蔵丸・若乃花（勝）に次ぐ史上4位のスロー昇進記録である。
2012年9月26日の日本相撲協会番付編成会議並びに理事会に於いて、正式に横綱昇進が決定された。それを受けて伊勢ヶ濱部屋で行われた昇進伝達式では日馬富士は「横綱を自覚して、全身全霊で相撲道に精進します」と使者に対して口上を述べ、「一日一日しっかりと生きたい」と、角界の最高位についた者として意気込みを語った。

### 横綱時代
2012年（平成24年）11月場所より横綱に昇進し、16場所ぶりに白鵬と共に東西に並び立つ形となる。その11月場所初日の横綱土俵入りでは二度目の四股を踏んだ際に右膝へ添えた右手が滑ってしまい、会場の笑いを誘った。解説者の北の富士勝昭は「初々しい土俵入り」と表現した。しかしこの場所は2日目に隠岐の海に敗れ早くも金星を献上してしまうとともに、平成24年5月場所千秋楽から続いた連勝は「32」でストップした。その後は白星を重ね9日目に勝ち越したものの、終盤11日目から千秋楽まで5連敗を喫してしまい、1桁勝ち星の9勝6敗の不振に終わった。尚この場所前の10月2日には右耳が腫れて頭痛を訴えて病院で診察を受けた様子が報じられており、伊勢ケ濱曰く「予てよりの持病で、年に3、4回耳に膿が溜まる」という。

#### 2013年
2013年（平成25年）1月場所は前場所から一転して絶好調を維持し、初日から順調に白星を重ねて、14日目に通算5回目及び横綱昇進後初の幕内優勝を決めた。千秋楽も白鵬を破って、自身3度目の15戦全勝で締めくくった。
3月場所は初めて東横綱の地位に就いたが、3日目に前頭筆頭の髙安に突き落とされて連勝は17でストップ。さらに同2枚目千代大龍に、同4枚目豊ノ島と次々に敗れ、早くも中日で平幕3人に金星を配給してしまう。11日目の関脇豪栄道戦で勝ち越すも13日目から3連敗、横綱3場所目で2度目の9勝6敗に終わった。特に千秋楽では白鵬に対し、史上最多となる9度目の全勝優勝を許してしまった。なお15日制（1949年5月場所）以降、横綱昇進後3場所全て皆勤で内2場所が1桁勝利の横綱は、日馬富士が史上初めてとなる。
5月場所も両足首痛と右ひじの不調で稽古不足の状態のまま迎え、早々2日目に前頭筆頭の妙義龍に押し出されて再び金星を献上。さらに5日目に小結栃煌山に肩透かしで敗れ序盤で2敗を喫してしまった。その後は概ね立ち直っていったが、12日目には稀勢の里に寄り切りで完敗して3敗となり優勝争いから脱落、千秋楽は白鵬に寄り切られて11勝4敗にとどまった。7月場所も3日目高安に早々金星を配給、中盤3連敗を喫し10日目で6勝4敗となり、途中休場も危惧されたがその後は立ち直り、千秋楽は白鵬を3場所ぶりに一方的に押し出して辛うじて二桁勝利の10勝5敗に乗せた。
9月場所も、2日目に早々前頭筆頭の松鳳山に押し出されて金星を供給し初黒星。4日目には前頭2枚目の碧山にも押し出されてしまい、自身9個目の金星を配給した。その後7連勝したものの12日目に稀勢の里、翌13日目に琴奨菊と両大関に連敗し優勝争いから脱落した。千秋楽も白鵬に敗れて2場所連続の10勝5敗に終わった。とはいえ9月30日の横審による定例会では、足のけがを抱えて序盤に2敗したものの皆勤して盛り返したことが評価され、内山斉委員長が「来年いっぱいまで激励せず長視的に見守る」と説明したのを始めとして横審内で同情的な意見が多く寄せられた。
11月場所は、4日目に師匠の伊勢ヶ濱が胃の検査のために休場しただけでなく当初脳梗塞の疑いも報道される（検査の結果は高脂血症）といった穏やかでない状況に置かれた中、療養中の師匠を元気づける活躍を果たした。初日から12連勝と久々に快進撃を続け、13日目に大関稀勢の里に寄り切られて初黒星を喫したが、白鵬も14日目に稀勢の里に敗れたことにより千秋楽の横綱対決は1敗同士の相星決戦となった。その一番は正面土俵に白鵬を追い込み、たまらず白鵬の足が俵を割ったのを見た勝負審判（鏡山）が手を上げ、行司の木村庄之助が両者の動きを止めて日馬富士に軍配を上げた。これにより1月場所以来となる6回目の幕内最高優勝を果たした。

#### 2014年
2014年（平成26年）1月場所直前には2013年下旬においてランニングの最中に滑って足を捻ったことが原因で慢性的に抱えていた左足首痛に追い打ちが掛けられ靭帯損傷まで疑われる段階まで悪化していると報じられ、その時点で左足首の状態について伊勢ヶ濱も「本当ならギプスをしないといけない。靭帯が断裂している部分もある。（3月の春場所までに）治して、体調を整えてやらなきゃいけない」と話していた。2014年1月8日の明治神宮での奉納土俵入りに参加したものの結果としてこの1月場所は初日から全休する運びとなった。自身にとって初土俵以来初めての全休であり、前場所優勝力士の休場は2007年7月場所優勝後に巡業を休んでサッカーに興じ、2場所出場停止処分を受けた朝青龍以来となる。
休場明けの3月場所の前の出稽古では鶴竜に圧倒されるなど、状態は決して万全とは言えなかったが、初日から11連勝し無敗の白鵬とともに優勝争いの先頭を走っていた。しかし12日目に鶴竜に送り出され初黒星を喫し、13日目の豪栄道戦も敗れた。そして14日目に琴奨菊のがぶり寄りに屈し3敗目を喫し、優勝争いから脱落した。千秋楽の結びの一番で白鵬を寄り倒したが、同時に自分の手も土についた。軍配は日馬富士に上がったが、物言いの末に取り直しに。取り直しの一番で白鵬を破り、12勝3敗で場所を終えた。
翌5月場所は第71代横綱・鶴竜（但し横綱土俵入りは雲竜型を選択）が昇進し3横綱となったが、横綱3人全員（白鵬・日馬富士・鶴竜）がモンゴル出身力士となるのは大相撲史上初めてとなる。同年9月場所は4日目の嘉風戦で髷掴みによる反則負けを喫し、これにより横綱の地位で2度の反則負けという史上初の不名誉記録を残してしまった。11月場所は11勝4敗とまずまずの成績を収めたが、千秋楽の翌日である11月24日に開かれた横審の会合では「横綱たるもの2敗、悪くても3敗でしょう」と厳格な評価を下された。

#### 2015年
2015年1月場所は白鵬らと共に初日から6連勝も、7日目常幸龍に初黒星。11日目には碧山にも敗れ、13日目鶴竜、14日目白鵬と連敗し11勝4敗。3月場所は3日目逸ノ城戦で早くも黒星、8日目栃ノ心、9日目豊ノ島と2日連続の不覚で優勝争いから脱落し、結局10勝5敗に。翌5月場所も12日目迄に既に4敗を喫し又も優勝争いから蚊帳の外だったが、千秋楽にモンゴル出身で同伊勢ヶ浜部屋の弟弟子・当時関脇の照ノ富士と最後まで優勝を争った白鵬を千秋楽に寄り倒し、照ノ富士の幕内初優勝と同場所後大関昇進のアシストに貢献を果たした。尚、優勝パレードの旗手は優勝力士より番付が下の者が務めるのが通例であるが、日馬富士は自ら志願して旗手を務めた。
その5月場所後の5月26日、慢性化した右肘の遊離関節（ねずみ）の手術を決行。5月31日には九重親方（第58代横綱・千代の富士）の還暦土俵入りの露払いを務めた。次の7月場所に強行出場したが、初日で妙義龍で勝ちながらも手術した右ひじを土俵に強かに打ち付けてしまい、2日目より「右肘外側側副靱帯損傷で、約1か月の安静・休務加療要す」との診断書を提出して途中休場。翌9月場所も右肘の怪我の回復が思わしくない為、初日から全休となった。
11月場所は2日目に大砂嵐に破れ、2013年と並ぶ自己ワースト8個目、通算23個目の金星を許す。その後は連勝し、13日目に白鵬を寄り倒しで破り白鵬と1敗で並ぶ、14日目に弟弟子の照ノ富士が白鵬を寄り切りで破る援護射撃を果たすなど優勝争いの先頭に立つ。千秋楽は稀勢の里に寄り切りで敗れたが、2敗で追っていた白鵬、松鳳山がいずれも破れ、2年ぶり7回目の幕内最高優勝を決めた。優勝パレードは同年5月場所優勝の照ノ富士が旗手を務めた。

#### 2016年
2016年1月場所で自身横綱として初の2連覇を狙うも、二日目の松鳳山戦ですくい投げを食って黒星を喫す。12日目、1差で無敗の大関・琴奨菊（同場所で10年ぶりの日本出身力士として幕内優勝達成）と直接対戦となったが、突き落とされて2敗と優勝争いから一歩後退。この敗戦で通算400敗目を喫した。14日目にも鶴竜に小手投げで敗れるも、千秋楽では白鵬に勝利して12勝3敗の成績に留まった。
春場所では3日目に前頭筆頭にまで上がってきた新鋭の琴勇輝に押し出され、通算25個目の金星配給となってしまう。その後も膝の状態が芳しくなく、6日目に嘉風に引き落としで敗れる。2横綱にもいいところなく敗れ、横綱となってからは3回目となる9勝6敗で終えた。千秋楽で白鵬が優勝を決めたため。5月場所は、12日目まで2敗をキープし、優勝の可能性を残していたが、13日目に鶴竜に敗れて優勝の可能性が消滅。その後も連敗して10勝5敗で終わった。7月場所は3日目に隠岐の海に対して金星を配給。この日は鶴竜も栃煌山に対して金星を配給しており、同じ日に2つの金星配給は武蔵丸、3代目若乃花が敗れた1999年秋場所11日目以来17年ぶり。9日目までに平幕相手に2敗するも、10日目に高安、13日目に稀勢の里と優勝争いをしていた力士を破り、千秋楽で白鵬を破って13勝2敗の成績で単独優勝を果たした。4場所ぶり8度目の幕内優勝となる。兄弟子の安美錦が負傷により十両に位置した9月場所は幕内最古参力士として迎え、13日目に3敗目を喫するまで優勝争いを演じ、場所成績は12勝3敗。11月場所では11勝4敗に終わり年間最多勝を逃すも、3横綱の中で唯一1年間休場がなかった点が評価され、優勝2度の白鵬、年間最多勝(69勝21敗)ながら優勝のなかった稀勢の里を抑え初めて報知年間最優秀力士賞を受賞した。年間成績は67勝23敗で、最多勝力士の年間幕内勝率を下回る力士の同賞受賞は1975年の三重ノ海以来41年ぶり3例目となる。

#### 2017年
1月場所は5日目の隠岐の海との一番で右足太ももを痛め、6日目はテーピングをして強行出場するも症状が悪化し7日目から休場した。7日目の勢戦は不戦敗となった。詳しい症状は右ハムストリング肉離れで全治まで1か月程度の安静加療を要する見込みと診断され、日馬富士の休場は2015年秋場所以来7度目となった。2月11日、NHK福祉大相撲で復帰し、横綱土俵入りと取組を行った。「順調に回復している。春場所に向けて頑張る」と話した。約1週間前から四股も踏んでいるという。
3月場所は3日目に2敗を喫し、4日目には左目付近を負傷するなど序盤が散々な展開であったが、13日まで3敗と尻上がりの成績を見せた。しかし残りを連敗したため、結局この場所は10勝5敗の平凡な勝ち越しに終わった。4月2日に行われた伊勢神宮奉納大相撲では幕内トーナメントに参加したが、膝の不調などから1回戦での敗退に甘んじた。
4月29日、30日の2日間に渡って行われた「ニコニコ超会議場所 2017」では幕内力士によるトーナメントに優勝。賞金100万円とカップヌードル1年分が贈られた。
5月場所も負傷の影響を残した満身創痍ながら相撲は好調で初日から連勝。19場所ぶりの中日給金を記録。9日目に足を負傷するもそのまま、10連勝を記録。11日目の御嶽海戦は土俵際で足が出てしまい黒星を記録するも翌日は貴ノ岩が休場したため不戦勝で11勝目を記録し、1敗で優勝争いをする。しかし、大関取りを目指していた高安に負けるなど連敗し優勝争いから脱落し14日目に白鵬に優勝を決められてしまった。千秋楽も白鵬に敗れ結局3連敗の11勝4敗で場所を終えた。しかしこの場所は鶴竜、稀勢の里が休場したこともあって、場所後には皆勤して本場所の土俵の屋台骨を支えたことを慰撫する記事も見られた。八角理事長も過去8勝8敗と合い口が悪い嘉風と7日目に対戦して勝利した相撲を見て「いい流れで、いい巡り合わせになっている。肘や膝はよくなっていないだろうが、気力で取っている」と復調を感じた。
7月場所は初日から連敗。体の状態も悪く、休場の心配も出ていたが3日目からは連勝し復調。7日目には3年ぶりに首投げを決めて琴奨菊を倒している。本人は「琴奨菊に昔、首投げ決めたのを覚えてる。十両（04年秋場所14日目）で、その場所は優勝した。（じゃあ今度も？と聞かれて）ハッハッハッ！」と笑顔を見せていた。その後6連勝まで連勝を伸ばすが9日目に宇良に敗れて金星を与えてしまい、3敗に後退。だが翌日から連勝して11日目に勝ち越しを決めた。3敗で終盤まで優勝争いに絡み、5連勝まで連勝を伸ばしたが白鵬が1敗を守ったため優勝の可能性が消滅。その後、千秋楽は熱戦の末敗れるも11勝4敗で場所を終えた。千秋楽で横綱通算100敗目を喫しており、29場所目での到達は歴代横綱で最速。場所後の武蔵川のコラムでは、怪我の影響で立合い負けして押される相撲が多かったと指摘されている。
9月場所は他の横綱3人が相次いで休場したため初の一人横綱として臨む。怪我の治療などの調整不足で3日目から琴奨菊、北勝富士、阿武咲と3連敗、10日目にも貴景勝に敗れ、4金星を配給するが、一人横綱ということもあり休場せず出場を続ける（3日連続金星配給は2003年名古屋場所の武蔵丸以来、通算4金星配給は2001年秋場所の武蔵丸以来）。その後は無敗でトップの豪栄道とは星一つの差で千秋楽を迎え、直接対決の本割・優勝決定戦と連勝して9回目の優勝を決めた。千秋楽直接対決から1差逆転優勝は、日馬富士以前に10例あるが、4個金星を配給した横綱が優勝したのは史上初。11勝での幕内最高優勝は15日制定着以来3度目であり、11日目終了時点でついた3差をひっくり返しての優勝は史上初であった。場所後のサンデースポーツの生出演では杉浦友紀キャスターの問いに対して「おかみさんに何があっても十五日務めてくださいと言われました。支えていただいた方の気持ちに応えたかったです」と感謝の言葉を口にした。さらに若手の台頭について「新しい時代が来てほっとしています。若い子が上がってくると気合いが入ります。精いっぱい務めて次の世代に渡したいとも思っています」と大相撲の新時代を担う力士養成への思いも語った。
11月場所は初日から2連敗したのちに3日目から後述の暴行問題により途中休場。

### 引退
2017年11月29日、日馬富士は日本相撲協会による処分の決定を待たずして協会に引退届を提出。この日の午後2時に福岡県太宰府市内で記者会見が行われ「貴ノ岩関にケガをさせたことに対し、横綱としての責任を感じました」と話し引退を表明した。
会見には日馬富士の師匠である伊勢ヶ濱も同席し、会見冒頭に日馬富士の引退を説明した際には涙を見せていたが、会見後半には記者の質問に対し強い口調で遮るなど弟子である日馬富士を守る場面もあった。日馬富士は引退会見で暴行に至った経緯を問われると、「先輩横綱として、礼儀と礼節がなっていないと思い、直すのが先輩の義務だと思っていますし、しかったことが、彼（貴ノ岩）を傷つけ、世間を騒がし、ファンや協会に迷惑をかけることになった」と説明している。「これからのことを思ってしかったが、行きすぎたことになった」と後悔ものぞかせた。
暴行は宴席で行われたとされ、日馬富士は酒癖について問われると、「お酒を飲んで人を傷つけたり暴れたり、酒癖悪いといわれたことは一度もないです」と断言している。酒との向き合い方を問われ「酒飲んだからこその事件じゃないので、これは」と語気を強める場面もあった。最後の質問は白鵬が九州場所千秋楽の優勝インタビューで「日馬富士関と貴ノ岩関を再び土俵に上げてあげたい」と発言したことへの感想であり、日馬富士は「その気持ちはうれしかったです」と淡々と述べると、師匠とともに再度、頭を下げて会場を後にした。
伊勢ヶ濱は「私は横綱を16歳という少年のころから見てきたが、稽古で精進したのみならず、社会貢献にも目が届く本当に珍しいタイプの力士だった」と回顧した。さらに「酒癖が悪いとかというような話は聞いたことがなく、今回なぜこのようなことになったのか、ただただ不思議でなりません」と話したが、「本人が一番悪い。他人のせいにするようなことでもありません。これまで支えていただいたファンの皆さま、相撲界の方々に心から感謝とお詫びを申し上げます」と謝罪した。
日馬富士は日本国籍の帰化申請中だったが、引退時点で受理されておらず日本国籍を取得していないため、協会の規定により親方として残ることができず退職して角界を去った。

### その後
2017年、この事件に関連して、伊勢ヶ濱親方は日本相撲協会理事の辞任を申し出、12月20日の理事会で承認された。
鳥取地方検察庁が鳥取簡易裁判所に対して略式起訴し、2018年1月4日に簡易裁判所は罰金50万円の略式命令を出した。
同年1月4日に貴ノ岩が所属する貴乃花部屋の師匠である貴乃花親方が日本相撲協会の理事を解任された。
同年2月4日、朝赤龍の引退相撲後に両国国技館で開かれた「朝赤龍引退、錦島襲名披露パーティー」を訪れた。日馬富士が引退後、両国国技館に姿を現すのは初めてである。同月28日、伊勢ヶ濱部屋コーチ就任が明かされた。
同年8月20日、日本相撲協会は9月30日に両国国技館で「日馬富士引退断髪披露大相撲」開催を発表した。9月30日に実施されたが、貴ノ岩は出席しなかった。
同年9月1日、故国モンゴルにて日本の文化や歴史、言語を学ぶ教育を取り入れた小中高一貫の「新モンゴル日馬富士学園」を設立し、理事長に就任している。
2019年2月2日に行われた貴ノ岩の断髪式の時点では、既に貴ノ岩と和解しており、日馬富士も参列者の1人として貴ノ岩の髷に鋏を入れた。
2021年3月、城西国際大学大学院を修了し、その論文「新モンゴル日馬富士学園創設プロジェクト－全身全霊で行う小中高一貫教育－」が優秀論文賞を受けた。
なお、2014年には法政大学大学院政策創造研究科に入学、2017年まで大学院生として在籍していた。
同年10月3日、当初は前年5月30日に予定されていたものの、新型コロナウイルス感染拡大の影響により延期され、1年4か月遅れで開催された元師匠伊勢ヶ濱の還暦土俵入りに太刀持ちとして参加した。還暦土俵入りで露払いと太刀持ちをどちらも経験したのは千代の富士以来2人目。引退後に協会に残らなかった元力士が還暦土俵入りの従者を務める事例は史上初。不祥事により引責引退した元力士が還暦土俵入りに参加することも異例。
2023年1月28日、同郷で一門の先輩横綱、元白鵬の宮城野親方の断髪式にも参加し、彼の大銀杏にはさみを入れた。

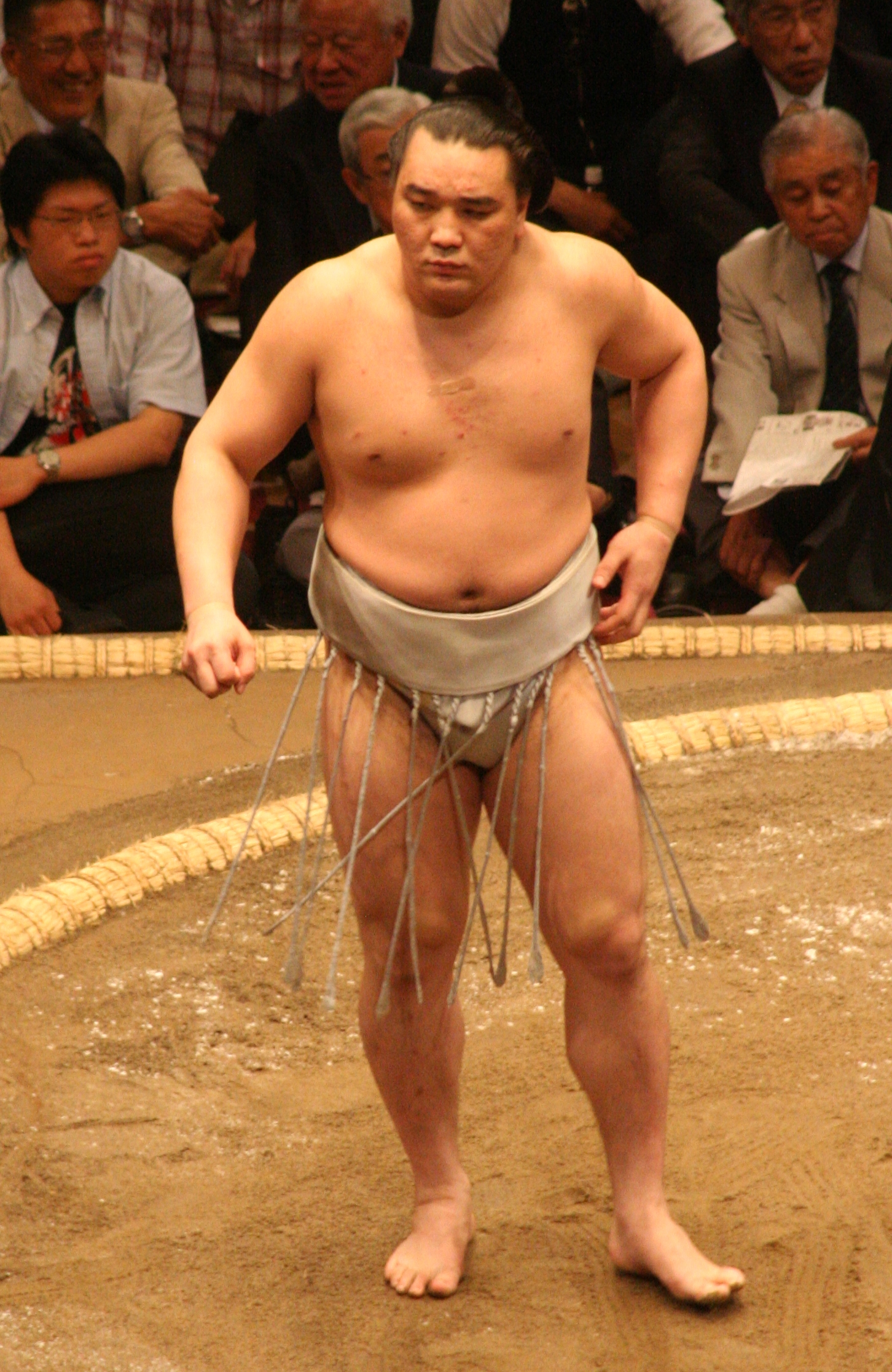
2009年5月撮影
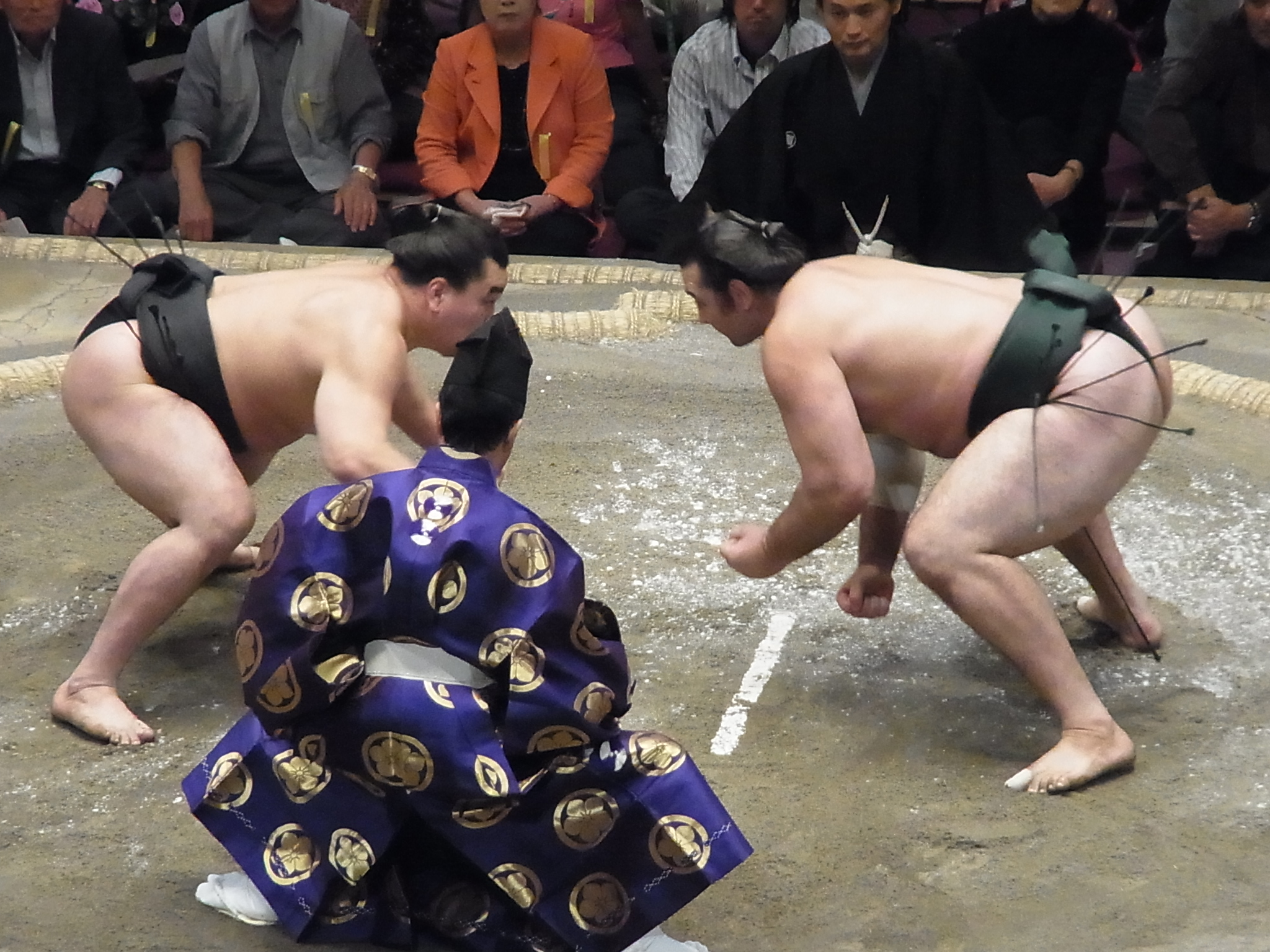
明治神宮例祭奉祝 奉納70回全日本力士選士権大会 相手は琴欧洲関（2011年10月3日撮影）
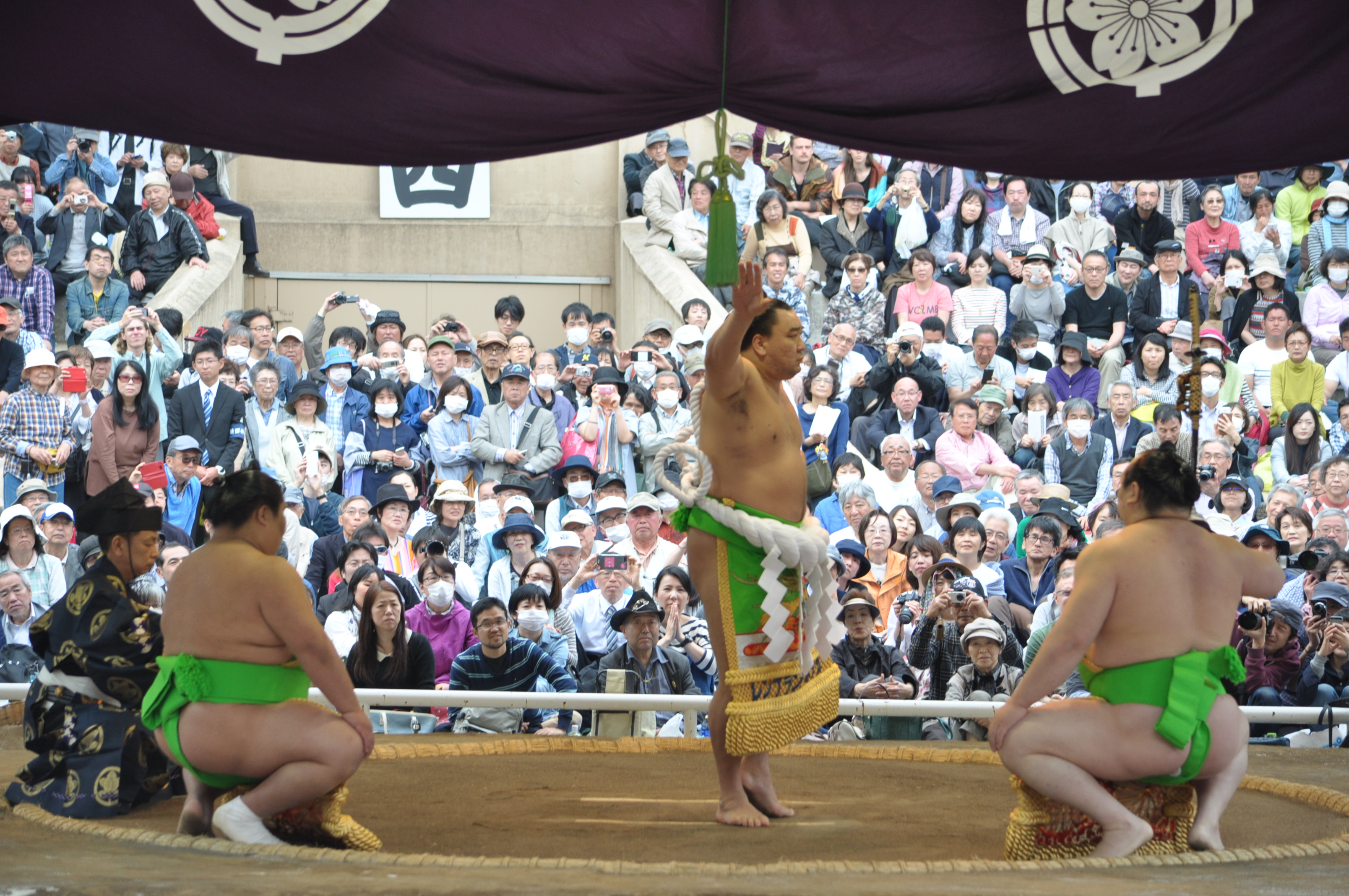
靖国神社奉納大相撲 土俵入り（2017年4月17日撮影）
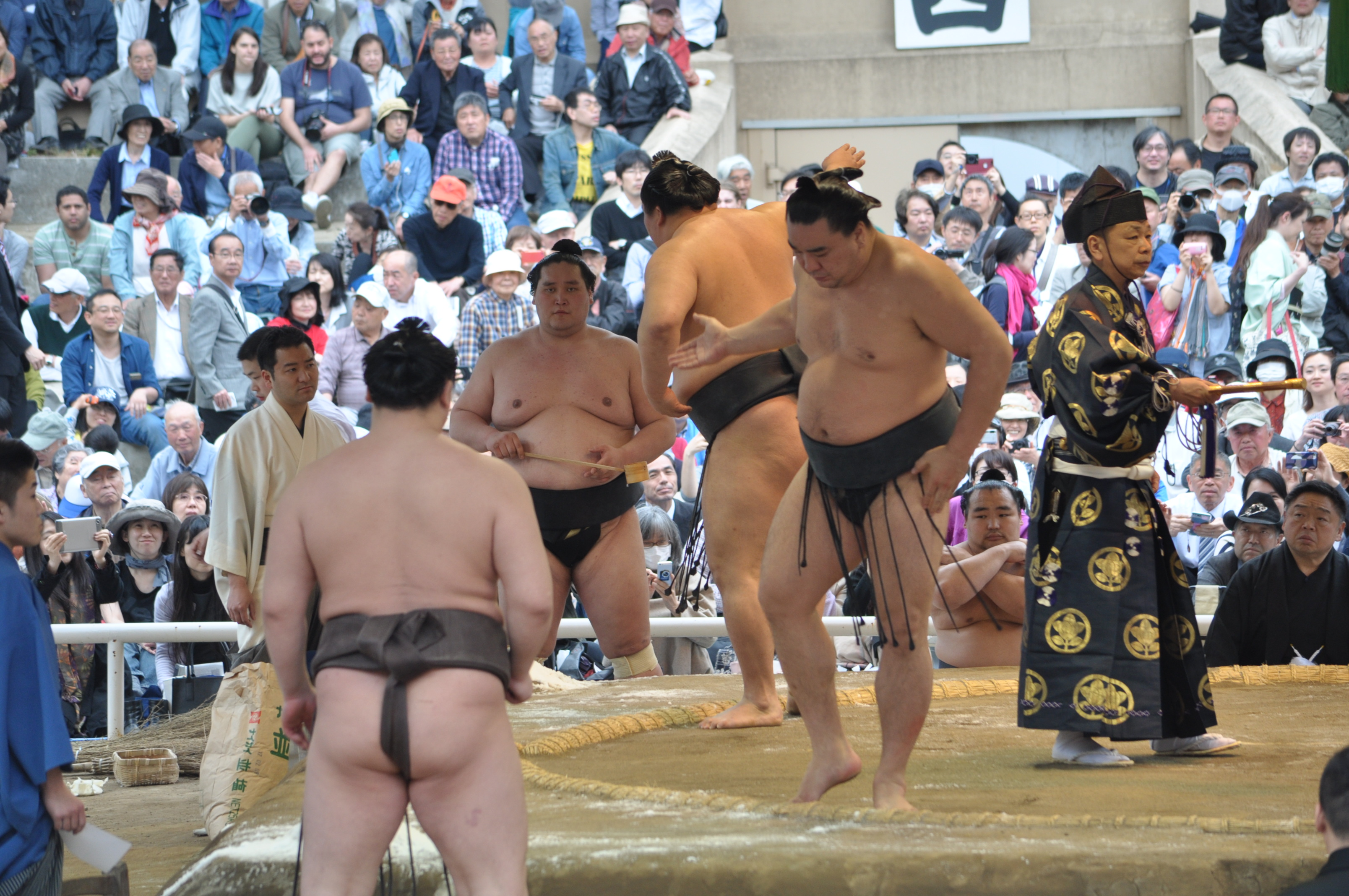
靖国神社奉納大相撲（2017年4月17日撮影）
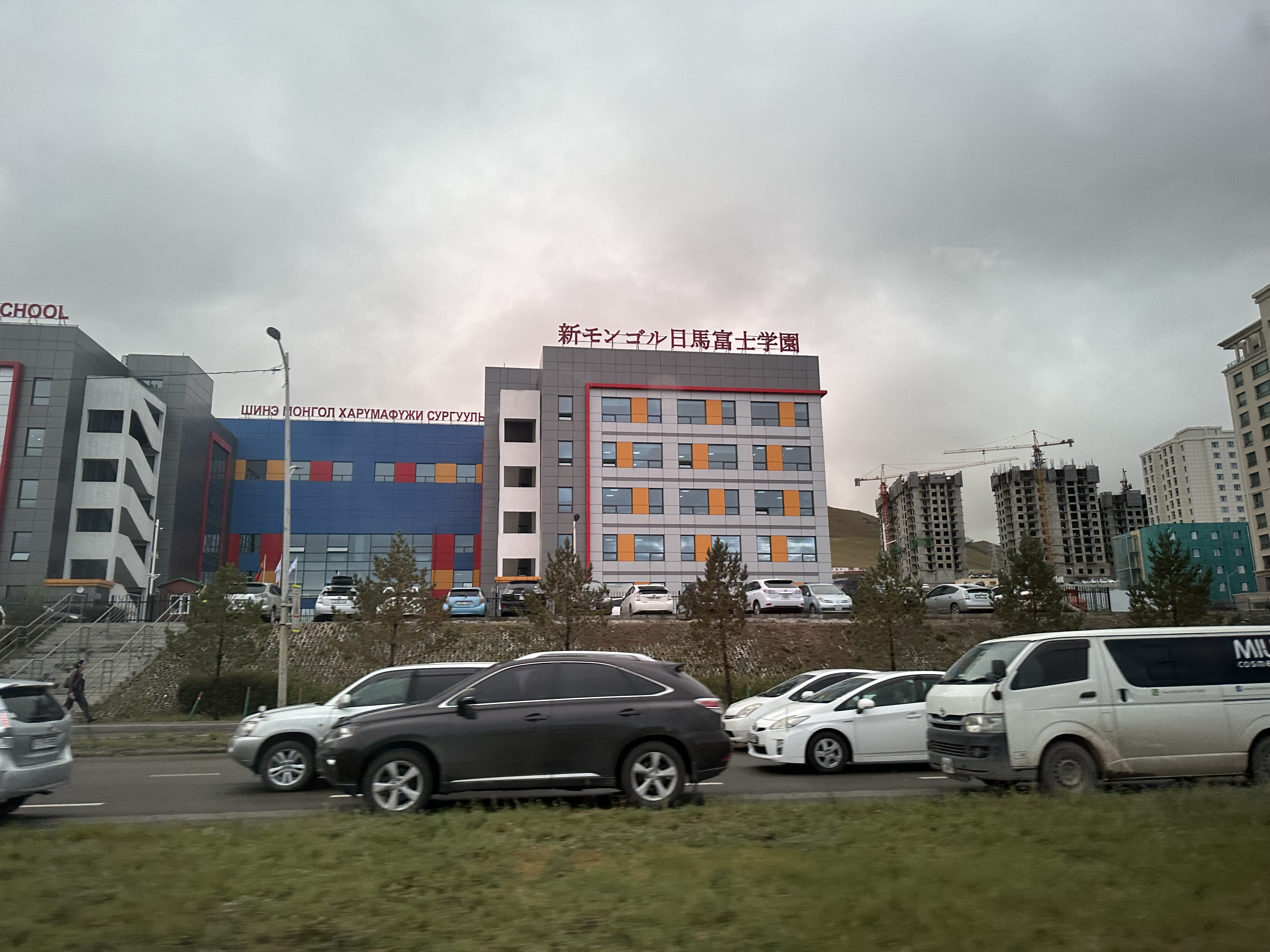
Naadamchid Rdから見える新モンゴル日馬富士学園（2023年9月7日撮影）

## 傷害事件
暴行騒動を調査した日本相撲協会の危機管理委員会中間報告によると、日馬富士は2017年9月場所後の10月25日、秋巡業鳥取場所前日にモンゴル人力士を中心として行われた酒席において、鳥取市内のカラオケ店で同席した幕内の貴ノ岩に対して横綱の白鵬が説教をしている最中、貴ノ岩のスマートフォンが鳴り操作しようとしたため日馬富士が注意し、貴ノ岩を平手で十数回、カラオケのリモコンで貴ノ岩の頭を数回殴った。当初はビール瓶で殴打したと報じられたが、ビール瓶ではなくカラオケのリモコンだったと日馬富士側・貴ノ岩側の双方が認めている。
貴ノ岩の師匠でもある貴乃花親方は10月末に鳥取県警へ被害届を提出し、協会は遅くとも11月2日に問題を把握していた。関係者に事情を聴いたが、同日に貴ノ岩が貴乃花部屋の宿舎がある福岡県田川市の市役所へあいさつに訪れていたこともあり、「何もなかったという感覚だった」という。なお、貴ノ岩は翌26日の巡業には参加していたが11月5日から9日まで入院し、11月場所を全休した。日馬富士は11月場所に出場したが2日目まで連敗、3日目（11月14日）に暴行疑惑が報道されるとその事実を認め、「左上腕骨内側上果炎および左尺骨神経痛」との診断書を提出、この日から途中休場した。
この日馬富士の事件に関しては、ビール瓶の使用の有無など関係者間で詳細に食い違いがあり、貴ノ岩の知人でもある旭鷲山の証言のように嘘だとされるものもあった。協会内には引退を求める声だけでなく、現役続行に理解を示す意見もあったが、横綱審議委員会は九州場所後の定例会合で「非常に厳しい処分が必要」との意見が大勢を占めた。
11月22日、鳥取県警は日馬富士を傷害容疑で書類送検すると読売新聞が報じた。
11月28日、暴行問題に関連して報道各社から引退を決意したと報じられた。
12月20日に公表された危機管理委員会報告書によれば、2017年9月場所中に貴ノ岩が錦糸町のカラオケバーを訪れた際、休場中にもかかわらず飲酒していた(力士は角界の慣習上、公用や日常生活に支障が出る場合を除いて原則休場中の外出が禁止されている)モンゴル出身力士を叱責したところ、その力士に同行していた白鵬の友人（モンゴル人）と口論になりこの友人が後日、白鵬に対して貴ノ岩の言動を報告したことが事件の伏線とされている。

## エピソード
- 稀勢の里はライバルであった。綱取りを控えた2012年9月場所前は連日松戸市の鳴戸部屋に出稽古に赴いて稀勢の里と胸を合わせ「なんで俺こんなに稀勢の里のことが好きなのかな。ゲイかな…。お互い隠すことなく力と力、心と心を出すことができる」と対抗心を語っていた[77]。
- 初めて東の正横綱についた2013年3月場所で、体を振り返る向きを間違えて忌避とされる「正面に尻を向ける行為」をするミスを犯してしまった[78]。
- 2013年11月場所4日目の豊ノ島戦では10年秋場所2日目に自身が豊真将戦で決めて以来約3年ぶりの珍手である「裾取り」で白星を上げる[注 10][79]。
- 2016年7月場所3日目、土俵上で黒色のサポーターを付けていたことで審判部から注意を受けた[注 11][80]。
- 2016年10月4日、両国国技館で開かれた大相撲の国際文化交流イベント「大相撲beyond2020場所」で、鶴竜と並んで上段（気迫）中段（攻撃）下段（防御）の3つの型をつくる「三段構え」を、貴乃花と曙が1996年4月の伊勢神宮奉納相撲で行って以来、20年ぶりに披露した。日馬富士は「九重親方（元横綱千代の富士）と北の湖親方（元横綱）のビデオを何回も見て、土俵の上でも練習してきました」とコメントした[81]。
- 見込みのある力士には一門に関係なく指導を行う横綱としても知られており、2017年4月11日に行われた春巡業三島場所では朝稽古の土俵下で「筋トレ教室」を行い、宇良などが板状の重りを丸めた5kgのウエイトを両手に持って肩を回すというインナーマッスルのトレーニングの講習を日馬富士から受けた[82]。
- 優勝9回のうち、3回が名古屋場所。2016年7月場所で優勝した際には「縁起のいい名古屋。僕は名古屋の人が大好きです」と声を弾ませた[83]。
- 2017年8月8日に行われた夏巡業青山学院大学場所はこの時点で長女が青山学院初等部に通っている点で縁のある場所と言える。長女が青山学院初等部に通っていることもあって「娘の学校で巡業ができてうれしいですね。この巡業を通じて、青学の子どもたちに伝統ある相撲を好きになってもらいたいですね」と望んでいた[84]。
- 2017年9月場所の初日から休場していた碧山が途中出場し、最初の対戦でいきなり相手となるも碧山はまともにそんきょも出来ない状況であり日馬富士は怪我をしている相手に遠慮をしてしまい敗戦しそうになりながらなんとか勝利。これに日馬富士は「まともにそんきょもできていなかったから『優しく出してやろうかな』とか、いろいろ考えてしまった。そっちが反省だな」「勝負に優しさはいらない。分かってるんだけど、つい…」と優しい日馬富士の性分を見せてしまっている[85]。
- 2017年10月4日、両国国技館で「大相撲beyond場所」が行われ、横綱に下位の力士が続けざまに挑む「横綱5人掛かり」を担当。千代の国、御嶽海、北勝富士、輝、石浦を退けた。横綱5人がかりが行われたのは16年ぶり[86]。

### 土俵外
- モンゴルの心臓病の子供への医療支援NPO「ハートセービングプロジェクト(HSP)」[87]の会員として、医療の遅れているモンゴルの地方での検診活動の費用を懸賞金ですべて賄ったり、日本の小児循環器病棟への慰問活動を行ったりしている。さらには、首都ウランバートルにある視覚・聴覚障害者のための雇用施設を運営するなど、慈善活動も積極的に行っている。こうした活動の背景には、父親に子供の頃から「人のために尽くす人間となれ」と常に諭されて育ったことが挙げられる（HSPによる日馬富士関へのインタビュー記事[88]より）。
- 2006年末に父親のダワーニャムと親族が交通事故により急死した[89]。
  - 2008年12月20日に同年の冬巡業が終了した際、亡き父に大関昇進を報告するために番付発表前日の12月23日までをフリータイムとして慌ただしく飛行機を乗り継いて日本とモンゴルを往復し、父の墓参りに駆け付けた直後の番付発表日の12月24日午前7時過ぎに部屋の朝稽古に参加。殺人的スケジュールで疲弊した中で部屋の衆と25番の申し合いを行った[90]。
- 尊敬する初代貴ノ花と同様に喫煙者である[注 12]。2008年9月場所3日目の取り組み終了後に、2007年5月場所から禁煙となっている支度部屋で喫煙をしたと報道された[91]。翌日の朝稽古で師匠である伊勢ヶ濱親方に厳重注意された[92]。
- 2010年9月、モンゴル出身で、日本に留学中の女子大生だったバトトール夫人との婚約を発表した[93]。
- 2015年12月23日から27日までの間、東京・銀座の日動画廊で自身が描いた油絵などの絵画展が開かれた。日動画廊でプロ以外の展示が受け入れられたのは歌手長渕剛以来2人目である[94]。
- 2017年の春巡業中、専門家を呼び寄せて右脚などに強い電流を流し細胞や筋肉を活性化させる「ハイボルト治療」を行った。数百万円する器具を購入して満身創痍の体を甦らせた[40]。
- ある時の地方巡業で、朝日山（元関脇・琴錦）の知人の娘で不登校の子供を見かけた際、それを知ってか知らずか、すぐに「おいで、一緒に写真を撮ろうよ」と優しく声を掛けた。そのおかげでその少女はすっかり相撲好きになり、小学校にきちんと元気に通うようになった[2]。

## 略歴
- 2001年1月場所 - 初土俵
- 2001年3月場所 - 序ノ口優勝
- 2002年3月場所 - 三段目優勝
- 2004年3月場所 - 新十両
- 2004年9月場所 - 十両優勝
- 2004年11月場所 - 新入幕
- 2005年3月場所 - 技能賞（1回目）
- 2006年1月場所 - 金星（朝青龍）
- 2006年3月場所 - 技能賞（2回目）
- 2006年5月場所 - 新小結
- 2006年9月場所 - 優勝次点（1回目）・敢闘賞（1回目）
- 2007年5月場所 - 新関脇
- 2007年9月場所 - 殊勲賞（1回目）
- 2007年11月場所 - 殊勲賞（2回目）
- 2008年1月場所 - 殊勲賞（3回目）
- 2008年5月場所 - 技能賞（3回目）
- 2008年7月場所 - 技能賞（4回目）
- 2008年9月場所 - 優勝次点（2回目）・殊勲賞（4回目）
- 2008年11月場所 - 優勝同点・技能賞（5回目）
- 2008年11月26日 - 大関昇進。四股名を「安馬」から「日馬富士」へ改名。
- 2009年1月場所 - 新大関
- 2009年5月場所 - 幕内最高優勝（1回目）
- 2011年7月場所 - 幕内最高優勝（2回目）
- 2012年7月場所 - 幕内最高優勝（全勝、3回目）
- 2012年9月場所 - 幕内最高優勝（全勝、4回目）
- 2012年11月場所 - 新横綱
- 2013年1月場所 - 幕内最高優勝（全勝、5回目）
- 2013年11月場所 - 幕内最高優勝（6回目）
- 2015年11月場所 - 幕内最高優勝（7回目）
- 2016年7月場所 - 幕内最高優勝（8回目）
- 2017年9月場所 - 幕内最高優勝（9回目）
- 2017年11月場所 - 3日目より途中休場後、引退

## 合い口
- 元横綱・朝青龍には5勝17敗。
- 元横綱・白鵬には21勝36敗。他に優勝決定戦で1勝1敗がある。横綱同士の対戦は8勝14敗。尚、対白鵬戦21勝は全対戦力士のなかで最多である。
- 元横綱・鶴竜には27勝17敗。大関同士の対戦は2勝1敗、横綱同士の対戦は5勝6敗。
- 元横綱・稀勢の里には37勝24敗。大関同士の対戦は4勝1敗、横綱同士の対戦は1勝。
- 元大関・千代大海には12勝7敗。大関同士の対戦は4戦全勝。
- 元大関・出島には4勝2敗。いずれも出島の大関陥落後の対戦である。
- 元大関・雅山には12勝6敗。いずれも雅山の大関陥落後の対戦である。
- 元大関・魁皇には16勝12敗(不戦勝1を含む)。大関同士の対戦は9勝4敗(不戦勝1を含む)。
- 元大関・栃東には1勝5敗。いずれも日馬富士が大関昇進前の対戦である。
- 元大関・琴欧洲には23勝17敗。大関同士の対戦は10勝8敗、日馬富士の横綱昇進後は5戦全勝。
- 元大関・琴光喜には15勝12敗。大関同士の対戦は5勝3敗。
- 元大関・把瑠都には16勝12敗。大関同士の対戦は7勝5敗、日馬富士の横綱昇進後は2勝。
- 元大関・琴奨菊には29勝33敗。大関同士の対戦は3勝2敗、日馬富士の横綱昇進後は15勝8敗。
- 元大関・豪栄道には32勝11敗。他に優勝決定戦で1勝がある。大関同士の対戦はなし、日馬富士の横綱昇進後は19勝5敗。
- 元大関・髙安には15勝5敗。髙安の大関昇進後は1勝。
- 元大関・栃ノ心には23勝6敗(不戦敗1を含む)。いずれも栃ノ心の大関昇進前の対戦である。
- 元大関・貴景勝には1勝2敗。いずれも貴景勝が大関昇進前の対戦である。2017年11月場所で押し出しで敗れた相撲が、日馬富士の現役最後の一番となった。
- 元大関・正代には6勝1敗。いずれも正代が大関昇進前の対戦である。
- 元大関・御嶽海には5勝2敗。いずれも御嶽海が大関昇進前の対戦である。

## 主な成績

### 通算成績
- 通算成績：827勝444敗85休（101場所）
- 通算勝率：.651
- 幕内成績：712勝373敗85休（78場所）（幕内勝ち星は歴代8位）
- 幕内勝率：.656
- 横綱成績：285勝107敗73休（31場所）
- 横綱勝率：.727
- 大関成績：214勝105敗11休（22場所）
- 大関勝率：.671
- 三役成績：108勝72敗（12場所）
- 三役勝率：.600
  - 関脇成績：76勝44敗（8場所）
  - 関脇勝率：.633
  - 小結成績：32勝28敗（4場所）
  - 小結勝率：.533
- 前頭成績：105勝89敗1休（13場所）
- 前頭勝率：.541

#### 連勝記録
日馬富士の最多連勝記録は、32連勝である（2012年5月場所千秋楽 - 2012年11月場所初日）。
下記に、詳細を記す。
| 順位 | 連勝数 | 期間                                     | 止めた力士 | 備考                                     |
| ---- | ------ | ---------------------------------------- | ---------- | ---------------------------------------- |
| 1    | 32     | 2012年5月場所千秋楽 - 2012年11月場所初日 | 隠岐の海   | 2012年7月場所 - 9月場所2場所連続全勝優勝 |

### 各段在位場所数
- 幕内在位：78場所
  - 横綱在位：31場所（歴代12位）
  - 大関在位：22場所（横綱経験者としては歴代5位）
  - 三役在位：12場所（関脇8場所、小結4場所）
  - 平幕在位：13場所
- 十両在位：4場所
- 幕下在位：11場所
- 三段目在位:5場所
- 序二段在位:1場所
- 序ノ口在位:1場所
- 番付外：1場所

### 各段優勝
- 幕内最高優勝：9回
  - 2009年（1回）5月場所
  - 2011年（1回）7月場所
  - 2012年（2回）7月場所、9月場所
  - 2013年（2回）1月場所、11月場所
  - 2015年（1回）11月場所
  - 2016年（1回）7月場所
  - 2017年（1回）9月場所
  - 幕内全勝優勝：3回
- 十両優勝：1回（2004年9月場所）
- 三段目優勝：1回（2002年3月場所）
- 序ノ口優勝：1回（2001年3月場所）

### 三賞・金星
- 三賞：10回（元横綱としては北勝海の11回に次ぐ歴代2位）
  - 殊勲賞：4回（2007年9月場所、2007年11月場所、2008年1月場所、2008年9月場所）
  - 敢闘賞：1回（2006年9月場所）
  - 技能賞：5回（2005年3月場所、2006年3月場所、2008年5月場所、2008年7月場所、2008年11月場所）
- 金星：1個
  - 朝青龍1個（2006年1月場所）
- その他
  - 金星配給：40個（歴代2位）

### 場所別成績
| | 一月場所 初場所（東京） | 三月場所 春場所（大阪） | 五月場所 夏場所（東京） | 七月場所 名古屋場所（愛知） | 九月場所 秋場所（東京） | 十一月場所 九州場所（福岡） |
| --- | ----------------------- | ----------------------- | ----------------------- | --------------------------- | ----------------------- | --------------------------- |
| 2001年 （平成13年） | （前相撲）              | 西序ノ口29枚目 優勝 7–0 | 東序二段22枚目 5–2      | 西三段目88枚目 5–2          | 東三段目53枚目 4–3      | 東三段目42枚目 4–3          |
| 2002年 （平成14年） | 西三段目28枚目 4–3      | 西三段目14枚目 優勝 7–0 | 西幕下15枚目 2–5        | 西幕下27枚目 2–5            | 東幕下46枚目 5–2        | 西幕下26枚目 2–5            |
| 2003年 （平成15年） | 東幕下46枚目 4–3        | 東幕下38枚目 5–2        | 東幕下23枚目 5–2        | 東幕下11枚目 5–2            | 東幕下7枚目 6–1         | 東幕下筆頭 3–4              |
| 2004年 （平成16年） | 西幕下2枚目 4–3         | 東十両12枚目 10–5       | 東十両7枚目 6–9         | 東十両9枚目 9–6             | 東十両4枚目 優勝 11–4   | 西前頭14枚目 8–7            |
| 2005年 （平成17年） | 東前頭13枚目 8–6–1      | 西前頭11枚目 9–6 技     | 東前頭9枚目 8–7         | 東前頭8枚目 6–9             | 東前頭11枚目 9–6        | 西前頭5枚目 7–8             |
| 2006年 （平成18年） | 東前頭6枚目 9–6 ★       | 東前頭2枚目 8–7 技      | 西小結 4–11             | 東前頭4枚目 6–9             | 東前頭6枚目 11–4 敢     | 東前頭筆頭 6–9              |
| 2007年 （平成19年） | 東前頭4枚目 10–5        | 東小結 8–7              | 西関脇 8–7              | 西関脇 7–8                  | 西小結 10–5 殊          | 東小結 10–5 殊              |
| 2008年 （平成20年） | 西関脇 9–6 殊           | 東関脇 8–7              | 東関脇 9–6 技           | 東関脇 10–5 技              | 東関脇 12–3 殊          | 東関脇 13–2 技              |
| 2009年 （平成21年） | 東大関3 8–7             | 西大関2 10–5            | 西大関 14–1             | 東大関 9–6                  | 東大関2 9–6             | 東大関2 9–6                 |
| 2010年 （平成22年） | 西大関 10–5             | 東大関 10–5             | 東大関 9–6              | 西大関 10–5                 | 東大関 8–7              | 東大関2 0–4–11              |
| 2011年 （平成23年） | 西大関2 8–7             | 八百長問題 により中止   | 西大関2 10–5            | 西大関 14–1                 | 東大関 8–7              | 西大関 8–7                  |
| 2012年 （平成24年） | 西大関2 11–4            | 西大関 11–4             | 東大関 8–7              | 西大関2 15–0                | 東大関 15–0             | 西横綱 9–6                  |
| 2013年 （平成25年） | 西横綱 15–0             | 東横綱 9–6              | 西横綱 11–4             | 西横綱 10–5                 | 西横綱 10–5             | 西横綱 14–1                 |
| 2014年 （平成26年） | 東横綱 休場 0–0–15      | 西横綱 12–3             | 西横綱 11–4             | 西横綱 10–5                 | 東横綱2 3–2–10          | 東横綱2 11–4                |
| 2015年 （平成27年） | 東横綱2 11–4            | 西横綱 10–5             | 西横綱 11–4             | 西横綱 1–1–13               | 東横綱2 休場 0–0–15     | 東横綱2 13–2                |
| 2016年 （平成28年） | 東横綱 12–3             | 東横綱 9–6              | 東横綱2 10–5            | 東横綱2 13–2                | 東横綱 12–3             | 東横綱 11–4                 |
| 2017年 （平成29年） | 西横綱 4–3–8            | 東横綱2 10–5            | 東横綱2 11–4            | 西横綱 11–4                 | 西横綱 11–4             | 東横綱 引退 0–3–12          |
| 各欄の数字は、「勝ち-負け-休場」を示す。 優勝 引退 休場 十両 幕下 三賞：敢=敢闘賞、殊=殊勲賞、技=技能賞 その他：★=金星 番付階級：幕内 - 十両 - 幕下 - 三段目 - 序二段 - 序ノ口 幕内序列：横綱 - 大関 - 関脇 - 小結 - 前頭（「#数字」は各位内の序列） |                         |                         |                         |                             |                         |                             |

## 幕内対戦成績
| 力士名   | 勝数 | 負数 | 力士名   | 勝数 | 負数 | 力士名   | 勝数  | 負数 | 力士名   | 勝数  | 負数 |
| -------- | ---- | ---- | -------- | ---- | ---- | -------- | ----- | ---- | -------- | ----- | ---- |
| 碧山     | 15   | 3    | 朝青龍   | 5    | 17   | 朝赤龍   | 13    | 6(1) | 荒鷲     | 1     | 1    |
| 阿覧     | 10   | 2    | 勢       | 12   | 1(1) | 石出     | 0     | 1    | 逸ノ城   | 7     | 2    |
| 岩木山   | 3    | 3    | 宇良     | 0    | 1    | 遠藤     | 7     | 0    | 皇司     | 1     | 0    |
| 阿武咲   | 0    | 2    | 大砂嵐   | 1    | 3(1) | 隠岐の海 | 14    | 6    | 魁皇     | 16(1) | 12   |
| 魁聖     | 16   | 0    | 海鵬     | 0    | 2    | 臥牙丸   | 5     | 2    | 輝       | 1     | 0    |
| 垣添     | 7    | 2    | 鶴竜     | 27   | 17   | 春日王   | 3     | 1    | 春日錦   | 0     | 1    |
| 稀勢の里 | 37   | 24   | 北太樹   | 5    | 0    | 旭鷲山   | 1     | 2    | 旭天鵬   | 19    | 6    |
| 豪栄道   | 32*  | 11   | 黒海     | 2    | 4    | 琴欧洲   | 23    | 17   | 琴奨菊   | 29    | 33   |
| 琴ノ若   | 3    | 1    | 琴光喜   | 15   | 12   | 琴勇輝   | 2     | 1    | 琴龍     | 1     | 0    |
| 佐田の海 | 1    | 1    | 霜鳥     | 2    | 1    | 十文字   | 4     | 1    | 常幸龍   | 0     | 1    |
| 正代     | 6    | 1    | 翔天狼   | 1    | 0    | 松鳳山   | 14    | 3    | 蒼国来   | 1     | 1    |
| 大栄翔   | 1    | 0    | 貴景勝   | 1    | 2    | 貴ノ岩   | 3(1)  | 0    | 隆の鶴   | 1     | 0    |
| 隆乃若   | 3    | 2    | 高見盛   | 3    | 4    | 髙安     | 15    | 5    | 豪風     | 23    | 3    |
| 玉飛鳥   | 0    | 1    | 玉春日   | 4    | 1    | 玉乃島   | 4     | 5    | 玉鷲     | 8     | 5(1) |
| 千代鳳   | 3    | 0    | 千代翔馬 | 2    | 0    | 千代大海 | 12    | 7    | 千代大龍 | 4     | 2    |
| 千代の国 | 1    | 0    | 出島     | 4    | 2    | 闘牙     | 1     | 0    | 時津海   | 2     | 3    |
| 時天空   | 14   | 8    | 徳勝龍   | 1    | 0    | 徳瀬川   | 2     | 0    | 土佐ノ海 | 1     | 1    |
| 土佐豊   | 2    | 0    | 栃東     | 1    | 5    | 栃煌山   | 26(1) | 8    | 栃栄     | 1     | 0    |
| 栃ノ心   | 23   | 6(1) | 栃乃洋   | 3    | 1    | 栃乃若   | 3     | 1    | 豊桜     | 3     | 1    |
| 豊ノ島   | 35   | 9    | 豊響     | 5    | 1    | 白馬     | 1     | 1    | 白鵬     | 21*   | 36*  |
| 白露山   | 2    | 0    | 把瑠都   | 16   | 12   | 武州山   | 1     | 0    | 普天王   | 9     | 1    |
| 武雄山   | 1    | 2(1) | 豊真将   | 15   | 3    | 北勝力   | 9     | 3    | 北勝富士 | 1     | 1    |
| 御嶽海   | 5    | 2    | 雅山     | 12   | 6    | 妙義龍   | 13    | 5    | 嘉風     | 10    | 9    |
| 露鵬     | 4    | 2    | 若荒雄   | 2    | 0    | 若の里   | 9     | 1    | 若ノ鵬   | 1     | 2    |

- 他に優勝決定戦で、白鵬に1勝1敗、豪栄道に1勝がある。

（カッコ内は勝数、負数の中に占める不戦勝、不戦敗の数。]）

## 改名歴
- 安馬 公平（あま こうへい）2001年1月場所-2008年11月場所
- 日馬富士 公平（はるまふじ -）2009年1月場所-2017年11月場所

## 主な出演

### テレビ番組
- 幸せって何だっけ 〜カズカズの宝話〜（フジテレビ、2006年10月20日）
- Music Lovers（日本テレビ、2006年10月29日。白鵬とゲスト出演。）
- 徹子の部屋（テレビ朝日、2014年1月8日）

### MV
- KUNI「願い叶うなら」（2015年12月2日）[95]

## 著書
- 全身全霊 第70代横綱、18年間のけじめ 日馬富士公平（2018年9月27日 ベースボール・マガジン社）